# Krzczonów (gromada w powiecie myślenickim)
Krzczonów – dawna gromada, czyli najmniejsza jednostka podziału terytorialnego Polskiej Rzeczypospolitej Ludowej w latach 1954–1972.
Gromady, z gromadzkimi radami narodowymi (GRN) jako organami władzy najniższego stopnia na wsi, funkcjonowały od reformy reorganizującej administrację wiejską przeprowadzonej jesienią 1954 do momentu ich zniesienia z dniem 1 stycznia 1973, tym samym wypierając organizację gminną w latach 1954–1972.
Gromadę Krzczonów z siedzibą GRN w Krzczonowie utworzono – jako jedną z 8759 gromad na obszarze Polski – w powiecie myślenickim w woj. krakowskim, na mocy uchwały nr 25/IV/54 WRN w Krakowie z dnia 6 października 1954. W skład jednostki weszły obszary dotychczasowych gromad Krzczonów i Zawadka ze zniesionej gminy Pcim w tymże powiecie. Dla gromady ustalono 16 członków gromadzkiej rady narodowej.
1 stycznia 1958 z gromady Krzczonów wyłączono przysiółek Marchówka o powierzchni 29 ha 62 a 55 m² włączając go do gromady Pcim.
Gromadę zniesiono 31 grudnia 1961, a jej obszar włączono do gromady Pcim.